# Teulisna basistriga
Teulisna basistriga är en fjärilsart som beskrevs av Moore 1878. Teulisna basistriga ingår i släktet Teulisna och familjen björnspinnare. Inga underarter finns listade i Catalogue of Life.